# Alberto Pereira Pires
Alberto Pereira Pires, auch Beto genannt, (* 3. März 1929 in Rio de Janeiro) ist ein ehemaliger brasilianischer Fußballspieler. Er spielte hauptsächlich in der Abwehr und erreichte mit dem EC Bahia die erste nationale Meisterschaft, welche aber erst 2010 anerkannt wurde.

## Karriere
Beto erhielt seine fußballerische Ausbildung ab 1947 beim CR Flamengo in seiner Heimatstadt. Am 4. April 1948 trat er zum ersten Mal, in einem Freundschaftsspiel gegen den Ceará SC, welches mit 3:0 gewonnen werden konnte. Nachdem er 1953 mit dem Klub die Staatsmeisterschaft von Rio de Janeiro gewonnen hatte, verließ er diesen am 23. Juni 1953. An dem Tag gewann er mit seinem Klub gegen den Independente FC aus Uberlândia mit 3:0. Bis dahin hatte er für Flamengo 122 Spiele bestritten und neun Tore erzielt (76 Siege, 20 Unentschieden, 26 Niederlagen). Im Anschluss verbrachte er zwei Monate beim EC XV de Novembro (Jaú).
Im späteren Verlauf des Jahres wurde Beto vom Vizepräsidenten des CR Vasco da Gama, João da Silva, angesprochen und stimmte schließlich zu, zum Fußball in Rio de Janeiro zurückzukehren und unterschrieb einen Vertrag beim Klub am 15. September 1953. Sein Debüt für Vasco gab Beto am 23. September 1953 im Freundschaftsspiel gegen FC Santos (6:3–Erfolg). 1956 gewann er mit Vasco seinen zweiten Titel in der Staatsmeisterschaft. Am 28. August bestritt Beto sein letztes Vasco-Spiel. Diese wurde eine 6:2–Niederlage gegen Palmeiras São Paulo. Im Oktober des Jahres ging er zum EC Taubaté. Hier blieb Beto nur kurze Zeit, dann ging seine Reise zurück nach Rio de Janeiro.
Am 27. Januar 1957 gab er seinen Einstand für den Botafogo FR. Im Estádio General Severiano lief er mit der Mannschaft gegen den AIK Solna aus Schweden auf und erzielte ein Tor beim 5:1–Sieg. Im Mai 1959 kam für Beto sein letzter Auftritt für Botafogo. Im Torneio Rio-São Paulo 1959 trat man am 7. Mai bei Flamengo an, aber auch bei Botafogo musste Beto mit einer Niederlage (3:2) gehen. Er verließ den Klub mit 115 Pflichtspielen und drei Tore im Gepäck.
Er hatte den Klub verlassen, da er zunehmend kein Stammspieler mehr war. Gleichzeitig lag ihm die Einladung des Trainers Geninho vom EC Bahia vor. Die beiden kannten sich aus der Anfangszeit von Beto bei Botafogo in der Geninho diesen trainierte. Seinen ersten Einsatz für Bahia bekam er am 25. August 1956 in einem Freundschaftsspiel gegen den FC São Paulo (1:1). Der Klub trat in der Taça Brasil 1959 an, der ersten Austragung eines nationalen Fußball-Wettbewerbs in Brasilien. Bahia erreichte hier das Finale, wo es auf den FC Santos, einen zu der Zeit besten Klubs der Welt, mit zahlreichen Ausnahmespielern wie Pelé, traf. Nachdem jeder Klub ein Spiel gewonnen hatte, musste der Meister in einem Entscheidungsspiel ermittelt werden. Santos hatte aber zu Jahresbeginn 1960 eine Europareise organisiert, so dass das Spiel erst Ende März ausgetragen werden konnte. Der Mannschaftskapitän Antônio Leone stand seinem Klub für dieses nicht zur Verfügung und Beto wurde die Ehre zuteil, diese Rolle in dem wichtigsten Spiel des Jahres auszufüllen. Im Zuge der Meisterschaft bestritt Beto 13 von 14 möglichen Spielen. Der Sieg in der Meisterschaft qualifizierte den Klub zur Teilnahme an der Copa Campeones de América 1960. Hier traf der Klub auf den Club Atlético San Lorenzo de Almagro. Beto kam in beiden Spielen zum Einsatz, konnte aber die Niederlage nicht verhindern (0:3, 3:2).
Nach seinem Ausscheiden bei Bahia war er noch für kleinere Klubs aktiv und beendete 1965 beim CR Guará seine aktive Laufbahn.

## Trivia
Während seiner gesamten Karriere als Fußballspieler hatte Beto einen Nebenjob als Inspektor am Instituto dos Motoristas, do I.A.P.E.T.C.

## Erfolge
Flamengo
- Staatsmeisterschaft von Rio de Janeiro: 1953

Vasco
- Staatsmeisterschaft von Rio de Janeiro: 1956

Bahia
- Staatsmeisterschaft von Bahia: 1959, 1960
- Campeonato Brasileiro de Futebol: 1959

Rabello
- Distriktmeisterschaft von Brasília: 1964